# 1901–1902-es északír labdarúgó-bajnokság (első osztály)
Az 1901–1902-es Irish League volt a 12. alkalommal megrendezett, legmagasabb szintű labdarúgó-bajnokság Észak-Írországban. A szezonban 8 klubcsapat vett részt.
A címvédő a Lisburn Distillery volt. A bajnokságot a Linfield csapata nyerte meg.

## Tabella
| Hely. | Csapat             | M  | Gy | D | V  | G+ | G– | Gk  | P  | Továbbjutás vagy kiesés |
| ----- | ------------------ | -- | -- | - | -- | -- | -- | --- | -- | ----------------------- |
| 1.    | Linfield           | 14 | 12 | 0 | 2  | 38 | 10 | +28 | 24 | A szezon bajnoka        |
| 2.    | Glentoran          | 14 | 10 | 1 | 3  | 43 | 22 | +21 | 21 |                         |
| 3.    | Lisburn Distillery | 14 | 8  | 3 | 3  | 38 | 20 | +18 | 19 |                         |
| 4.    | Cliftonville       | 14 | 7  | 2 | 5  | 24 | 14 | +10 | 16 |                         |
| 5.    | Belfast Celtic     | 14 | 4  | 4 | 6  | 22 | 25 | −3  | 12 |                         |
| 6.    | Derry Celtic       | 14 | 5  | 2 | 7  | 23 | 26 | −3  | 12 |                         |
| 7.    | Ulster             | 14 | 2  | 3 | 9  | 22 | 44 | −22 | 7  |                         |
| 8.    | St. Columb's Court | 14 | 0  | 1 | 13 | 13 | 62 | −49 | 1  | Visszalépett            |

## Meccstáblázat
| Hazai \ Vendég     | BCE | CLI | DCE | DIS  | GLT | LIN | SCC | ULS |
| ------------------ | --- | --- | --- | ---- | --- | --- | --- | --- |
| Belfast Celtic     | —   | 0–0 | 2–1 | 0–0  | 1–3 | 0–3 | 4–0 | 6–1 |
| Cliftonville       | 2–0 | —   | 1–0 | 1–2  | 1–2 | 3–0 | 3–0 | 1–0 |
| Derry Celtic       | 3–2 | 2–0 | —   | 1–1  | 2–1 | 0–1 | 2–0 | 1–2 |
| Lisburn Distillery | 1–1 | 2–1 | 5–1 | —    | 1–2 | 2–1 | 4–1 | 5–1 |
| Glentoran          | 4–0 | 3–3 | 4–1 | 3–1  | —   | 0–2 | 7–1 | 5–2 |
| Linfield           | 4–0 | 2–0 | 4–0 | 2–0  | 5–1 | —   | 3–0 | 4–2 |
| St. Columb's Court | 2–5 | 1–5 | 1–7 | 2–10 | 0–4 | 1–3 | —   | 3–4 |
| Ulster             | 1–1 | 0–3 | 2–2 | 3–4  | 2–4 | 1–4 | 1–1 | —   |